# 红卫路街道
红卫路街道，原名任家路街道，是中华人民共和国湖北省武汉市青山区下辖的一个乡镇级行政单位。1957年7月，成立任家路街道，因辖区任家路村而得名。1958年改为冶金公社。1961年恢复任家路街道。1967年更名为红卫路街道。翠园社区境內的中建·開元公館建於2013至2016年年間。
2022年8月3日，将红卫路街道才聚社区62街坊及部分区域划入新成立的钢都花园街道125社区。

## 行政区划
红卫路街道下辖以下地区：

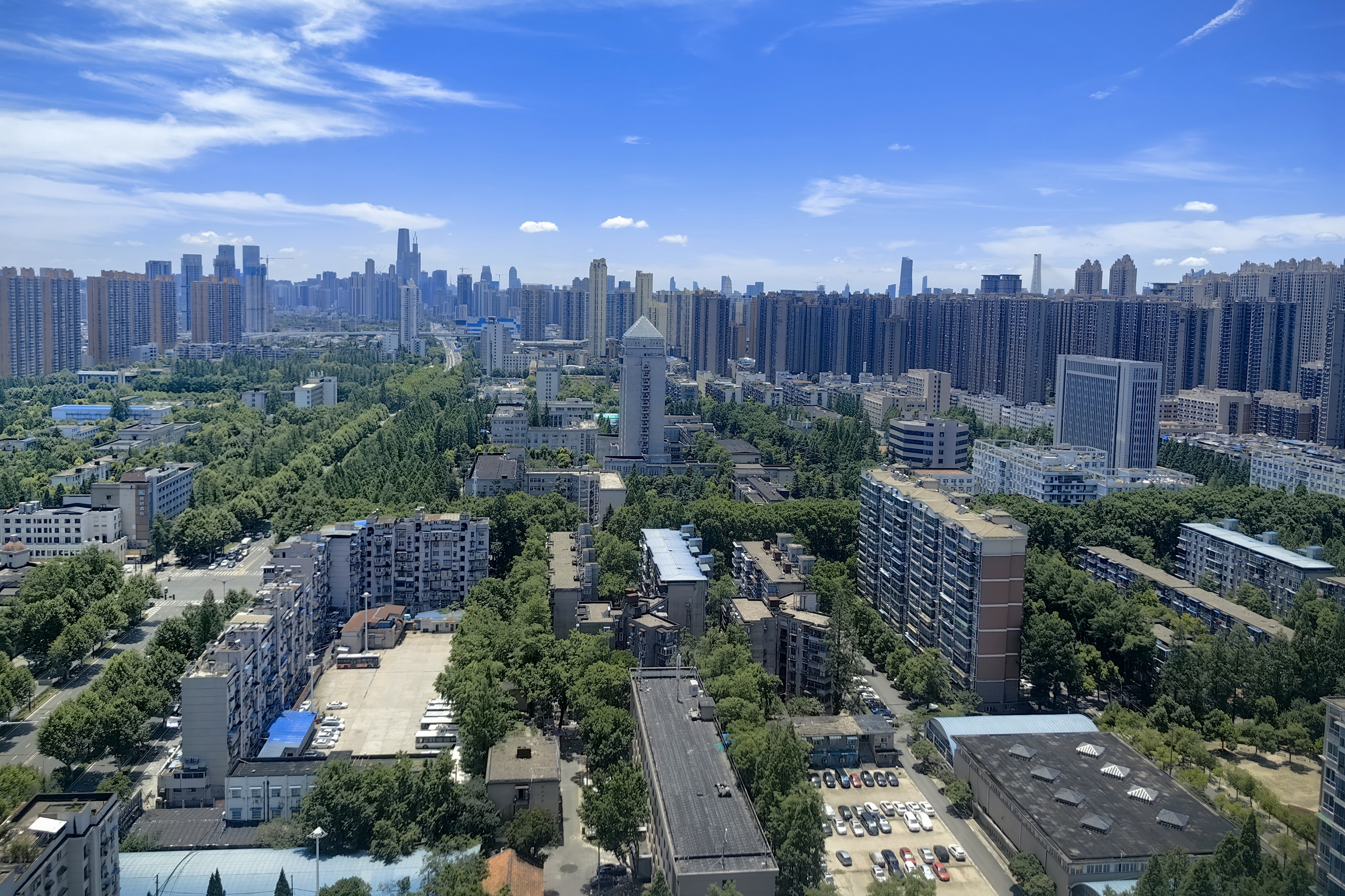
江城广场B座27楼向西眺望（2025年），图中大部分建筑位于红卫路街道，近处为科大社区

八大家花园社区、康苑社区、和平社区、翠园社区、虹蔚社区、碧园社区、科大社区、聚友社区、才聚社区、三弓路社区、东兴社区、奥山滨江社区。